# Club Atenas de Pocito
Club Atenas de Pocito es un club de la provincia de San Juan, Argentina, que milita en la Liga Sanjuanina de Futbol. Fue fundado el 14 de junio de 1922 y es conocido popularmente como "El Mirasol".
El club ha disputado la Copa Argentina.

## Historia
El Club Atenas de Pocito es un equipo de fútbol de San Juan, Argentina del departamento de Pocito, fue fundado el 14 de junio de 1922. El club decidió agregar la palabra "Grecia" como tributo a la cultura y el deporte. Sus colores son amarillo y negro, por los colores del ferrocarril San Martín; su apodo "Los Mirasoles" se lo dieron los medios de prensa, quizá en referencia a Peñarol de Montevideo. En el año 2013 el club ascendió al Torneo Argentino B tras ganarle a Tinogasta por un partido de repechaje. Sus clásicos rivales son Aberastain de Pocito y Picon de Pocito.